# Likvescentní nota
Likvescentní noty, latinsky notæ liquescentes, (liquescentia = kapalnění, tání, tavení apod.) jsou druh not v notaci gregoriánského zpěvu. Někdy rozlišuje vatikánská notace některé noty s poněkud kratší délkou, tzv. likvescentní noty - notæ liquescentes. Likvescence se graficky přepisují do tvaru kurzivních neum, nejčastěji pak krácením nebo zatočením tvaru čárky.
Likvescence nemá vliv na hudební interpretaci při zpěvu, ale má pouze odkazovat (upozorňovat) na některé zvláštnosti při výslovnosti určitých slov. Používají se u dvojhlásek uvnitř slov (např. autem nebo eius) nebo při změně souhlásek (např. tollis nebo gentes), aby se tak naznačilo, že hlásky mají být vysloveny zřetelně, ale ne odděleně – tedy poněkud „rozměkle“.
V českém jazykovém prostředí likvescence nepředstavují větší problémy, neboť pro český jazyk není výslovnost církevní latiny zvláště odlišná. V jiných jazykových oblastech, jako například v Itálii nebo Francii, likvescence v tomto smyslu častěji pomáhají s lepší výslovností textů gregoriánské repertoáru.

## Tvary likvescencí
V kvadrátní notaci se při likvescentovaných skupinových neumách poslední tón píše jako pomocná nota (poněkud menší). V rukopisech se znázorňuje zpravidla zkrácené nebo zahnuté vedením tahu brku na konci skupinových neum.